# Guigojauratjah
Guigojauratjah är en sjö i Arjeplogs kommun i Lappland och ingår i Skellefteälvens huvudavrinningsområde. Sjön har en area på 0,0977 kvadratkilometer och ligger 596,4 meter över havet. Guigojauratjah ligger i Hornavan-Sädvajaure fjällurskog Natura 2000-område.

## Delavrinningsområde
Guigojauratjah ingår i det delavrinningsområde (737429-153274) som SMHI kallar för Utloppet av Sädvajaure. Medelhöjden är 552 meter över havet och ytan är 130,65 kvadratkilometer. Räknas de 86 avrinningsområdena uppströms in blir den ackumulerade arean 1 467,19 kvadratkilometer. Avrinningsområdets utflöde Skellefteälven mynnar i havet. Avrinningsområdet består mestadels av skog (63 procent). Avrinningsområdet har 40,38 kvadratkilometer vattenytor vilket ger det en sjöprocent på 30,9 procent.